# 任务剖析
任务剖析（英語：mission profile）是指元件在其生命周期内（包括生产、测试、储存、运输、使用），所面臨的所有相關環境與静态和动态载荷条件的集合，通常描述以任务剖析特性参数图或特性参数表的形式。許多產品，例如汽车、飞机、集成电路等，都是在動態的操作或環境條件下運作，任务剖析定义了器件在任务期间不同事件和环境发生的阶段，可靠度工程師會將各种因素納入任務剖析清單中，通过记录任务每个阶段所花费的时间，可以调整相关维护活动的频率，以更准确地反映器件的使用情况，並在故障分析時加以運用。随着元件开发过程愈加复杂，开发伙伴间的沟通需求也随之提升，任务剖析便是一种简化的表示方式，用于交换这些载荷剖析内容。